# CEMIP
CEMIP‏ (Cell migration inducing hyaluronidase 1) هوَ بروتين يُشَفر بواسطة جين CEMIP في الإنسان.